# Доктрина Kantai Kessen
Доктрина «Кантай Кэссэн» (яп. 艦隊決戦, «решающее сражение флота») — основополагающая военно-морская стратегия Японского Императорского Флота вплоть до Второй Мировой Войны. Была сформирована в 1910-х на основании опыта Цусимского Сражения и направлена в основном против США.

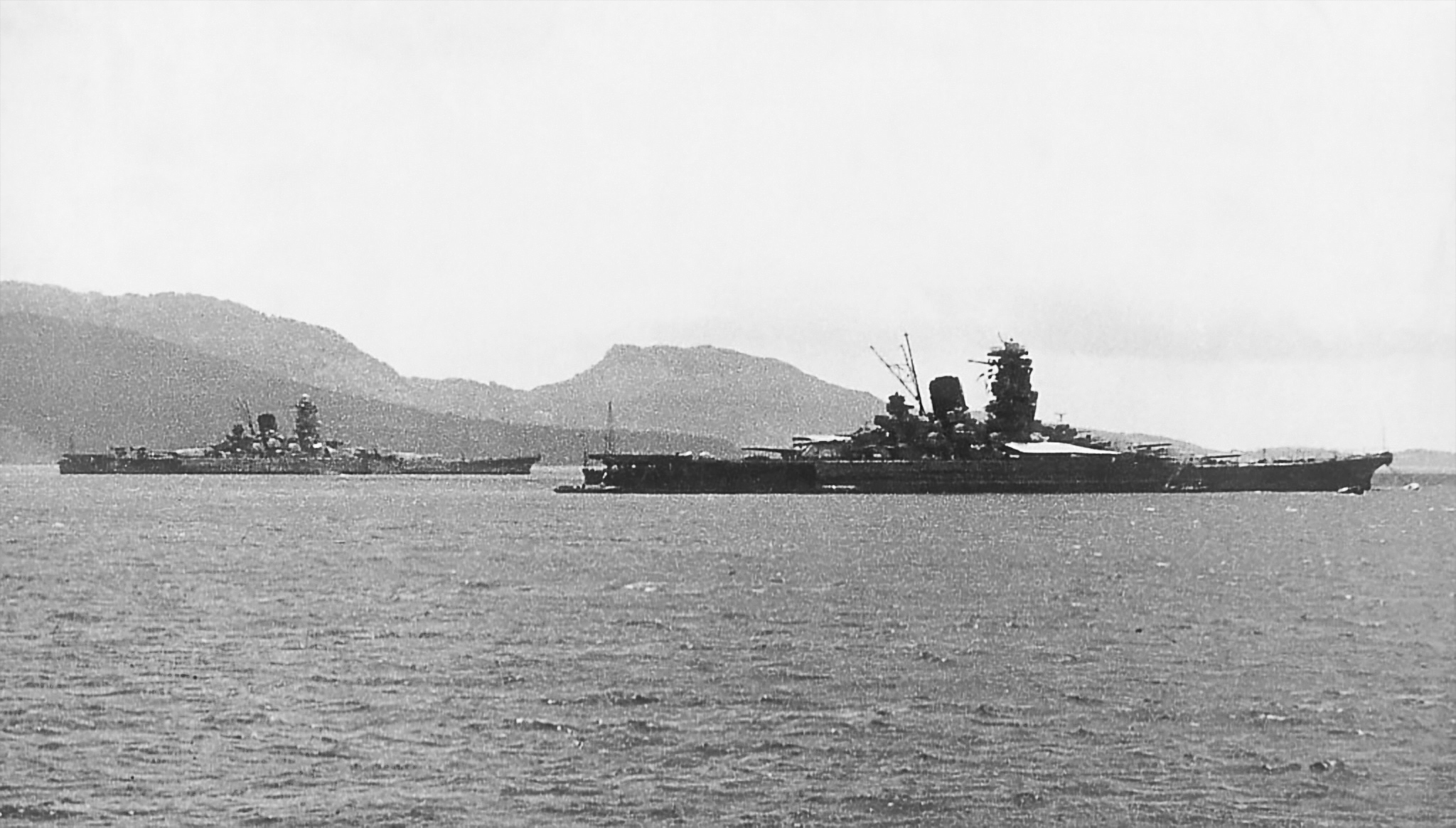
Линкоры «Ямато» и «Мусаси» у атолла Трук. Сильнейшие линкоры, когда-либо построенные, корабли этого класса рассматривались японцами как ключевой элемент доктрины «Kantai Kessen»

В основе доктрины лежали те тезисы, что значительно уступающая экономически, Япония не сможет выдержать затяжной войны против США. Поэтому исход войны должен быть решён максимально быстро, в решительном сражении, которое должно завершиться решительной победой Японии и полным разгромом противника. В соответствии с доктриной, основное внимание Япония уделяла созданию мощного флота линкоров, который должен был нанести поражение неприятелю — предварительно ослабленному действиями авиации, подводных лодок, и ночными атаками торпедоносных кораблей — в бою на заранее подготовленной позиции.
Несмотря на оппозицию со стороны ряда высших офицеров (включая адмирала Исороку Ямамото), считавших доктрину нерациональной и негибкой, не соответствующей реалиям войны на море, принципы «Кантай Кессен» оставались основой японской военно-морской стратегии вплоть до Второй Мировой Войны. Война продемонстрировала как очевидные прежде, так и неизвестные ранее недостатки доктрины; в конечном итоге, долго ожидавшееся «решающее сражение» было японцами проиграно.

## История
После окончания русско-японской войны 1904—1905 основным оппонентом Японского Императорского Флота в перспективе стали считаться военно-морские силы США. Американцев всерьёз беспокоило усиление военной мощи и политических амбиций Японии по окончании войны; оно представляло как косвенную угрозу американским экономическим интересам в Китае, так и прямую угрозу — американским заокеанским территориям на Филиппинах.
Циркумнавигация американского «Великого белого флота» в 1907—1909 году продемонстрировала японцам, что американский флот обладает значительными возможностями проецировать свою силу через океаны, и в случае конфликта — будет намного более опасным противником, чем российский. Значительное индустриальное превосходство США также означало, что японский флот в любом конфликте будет априори в меньшинстве. Наконец, США располагали позициями на Гуаме, Уэйке и Филиппинах, которые обеспечивали их флот системой базирования и защищённой коммуникационной линией для действий в западной части Тихого Океана.
Опираясь на опыт русско-японской войны, и особенно — Цусимского Сражения, японские адмиралы сделали вывод, что наилучшим способом для слабейшего флота одолеть сильнейший является встретить его и разбить в решающем сражении на оптимальной позиции. Они исходили из того, что слабейший флот не может выдержать нерешительной войны на истощение, ибо его ресурсы будут исчерпаны много ранее. Решительное сражение с разгромным для противника исходом позволяло нейтрализовать военно-морские силы противника одним ударом; согласно доминирующим в то время взглядам, основанным на доктринах американского военно-морского теоретика Альфреда Тайгера Мэхена, разгромленный оппонент не сумеет в разумное время восстановить свою военно-морскую мощь и не сможет продолжать войну. Это поддерживалось опытом Цусимы, которая (с точки зрения японцев) произвела деморализующее действие на русское общество.
Основываясь на этих положениях, японский флот в 1910 году сделал приоритетом создание мощного линейного флота, рассчитанного на нанесение поражения противнику — численное превосходство которого предполагалось нивелировать перед решающим сражением посредством продолжительных, истощающих атак лёгких сил. Большое внимание уделялось нестандартным тактическим ходам — таким, как ведение ночного боя. Исходя из теоретической оценки перспективных сил американского флота как 25 линкоров и больших крейсеров, разделённых на два океанских театра, японские адмиралы считали необходимым иметь в распоряжении «флот восемь-восемь» — восьми современных линкоров и больших крейсеров, способных составить паритет американским силам на Тихом Океане. Подобная программа стоила чрезвычайно дорого и создавала неприемлемую нагрузку на японские государственные средства; вдобавок, прогресс морской технологии за 1910—1920 сделал заложенные по исходной программе корабли морально устаревшими, вынудив де-факто начинать всю программу заново.
Подписанное в 1922 году Вашингтонское морское соглашение, установившее фиксированное соотношение тоннажа линейных кораблей пяти крупнейших мировых флотов, в изрядной степени способствовало японским планам. Хотя установленное соотношение тоннажа японских и американских линкоров как 3 к 5 — 315000 тонн у Японии к 525000 у США — не полностью устраивало японских военных, мечтавших о паритете, оно, однако, было значительно более выгодным для Японии, чем имевшее место ранее. Промышленный и экономический потенциал США был неизмеримо выше японского и позволял США потенциально поддерживать четырёхкратное превосходство в числе линейных кораблей над японским; Вашингтонское Соглашение не позволяло США реализовать их экономический потенциал и давало японскому флоту дополнительные шансы на победу. Кроме того, японский флот обладал также рядом преимуществ, включая два быстроходных линкора и четыре линейных крейсера — в то время как американский линейный флот состоял лишь из медлительных линкоров.

## Стратегия

### Основные положения
Доктрина «Kantai Kessen» предполагала принятие Японским Императорским Флотом оборонительной стратегии и ведение решающего сражения на предварительно подготовленной оборонительной позиции. Изначально, в 1910-х таковыми рассматривались острова Рюкю, и сражение должно было иметь характер защиты «домашней территории» от вторжения неприятеля.
Однако, ввиду расширения Японской Империи в 1920-х, а также ввиду совершенствования возможностей авиации и подводных лодок, оборонительная позиция выдвигалась все дальше вперёд. К 1940-м, таковой, по мнению японского командования, должны были являться территории Южного Тихоокеанского Мандата, рассматривавшегося — вопреки соглашению о демилитаризации этих территорий — как внешний оборонительный периметр японской метрополии.
Предполагалось, что угроза американским владениям в Азии — в первую очередь, Филиппинам — вынудит американский флот в самом начале войны перейти в наступление. Так как японские подмандатные территории находились на пути между Гавайскими Островами и Филиппинами, то американский флот должен был бы прорываться сквозь японский оборонительный периметр, где и предполагалось встретить его всеми силами Японского Императорского Флота. В основе плана действий было предварительное истощение противника, и затем быстрый и полный разгром его сил. Предполагалось (как в случае с Цусимским Сражением), что полное поражение во-первых деморализует неприятеля и лишит его желания продолжать войну, а во-вторых — сделает невозможным восстановление боеспособности его флота в течение по крайней мере нескольких лет.

### План действий
Итоговый план действий выглядел следующим образом:

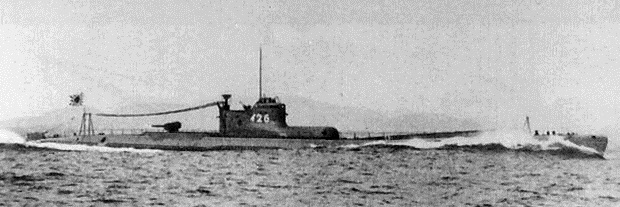
Японская субмарина тип B1, оснащённая ангаром для гидросамолёта. На подобные лодки возлагалась задача дальней передовой разведки и слежения за противником.

- На первой стадии, развёрнутые впереди основной позиции японские океанские субмарины и гидросамолёты должны были обнаружить развёртывание основных сил американского флота, и установить с ними непрерывный контакт, отслеживая их перемещения. Критическим элементом для достижения успеха, японское командование считало точное знание о положении и перемещении противника, что с позиции 1920-х облегчалось сравнительно невысокой скоростью американских стандартных линкоров. Японские адмиралы полагали, что скорость американских основных сил не сможет превысить 20-21 узла из-за медлительности американских линкоров, что даст японцам время на развёртывание.

Специально для реализации этой составляющей плана, японский флот разработал несколько серий авианесущих подводных лодок, способных осуществлять эффективную разведку в тылу противника. Для этой же цели были разработаны дальние летающие лодки-разведчики Kawanishi H6K, способные осуществлять длительное патрулирование и поддерживать контакт с обнаруженным противником.
- Используя данные разведывательных сил, японские быстроходные подводные лодки и авиация наземного базирования — базирующиеся на островах Южного Тихоокеанского Мандата — должны были подвергнуть американский флот непрерывным сериям атак, стремясь ослабить его силы и держать американские экипажи в постоянном напряжении. Подводные лодки должны были перемещаться в надводном положении и формировать подводные завесы на пути американских кораблей, а также выставлять сверхмалые субмарины Тип А на ударные позиции. Предполагалось, что действия подводных лодок и авиации должны в общей сложности вывести из строя или уничтожить порядка 20 % всего американского флота.

Для реализации этой составляющей японский флот разработал серию бомбардировщиков наземного базирования, обладающих особо большим радиусом действия — Mitsubishi G3M, и сменивший его Mitsubishi G4M. Обладая огромной дальностью действия (до 3700 км с полной нагрузкой), и высокой скоростью, новые бомбардировщики должны были атаковать американский флот с баз, расположенных за пределами досягаемости американских палубных самолётов. При этом, предполагалось что высокая скорость новых бомбардировщиков послужит им надёжной защитой от истребителей, в результате чего пулемётное вооружение и боевая устойчивость были принесены в жертву лётным характеристикам.
При создании атакующих подводных лодок, японцы уделяли основное внимание высокой скорости надводного хода — до 23 узлов. Предполагалось, что имея преимущество в скорости, субмарины, нанеся удар, смогут затем подняться на поверхность, обогнать в надводном положении неприятельский флот, и занять позиции на его пути вновь. Учения продемонстрировали, однако, невозможность такой тактики на практике; 23-узловые субмарины имели слишком небольшое преимущество в скорости, и, оставаясь длительное время на поверхности вблизи неприятельского флота, подвергали себя значительному риску.

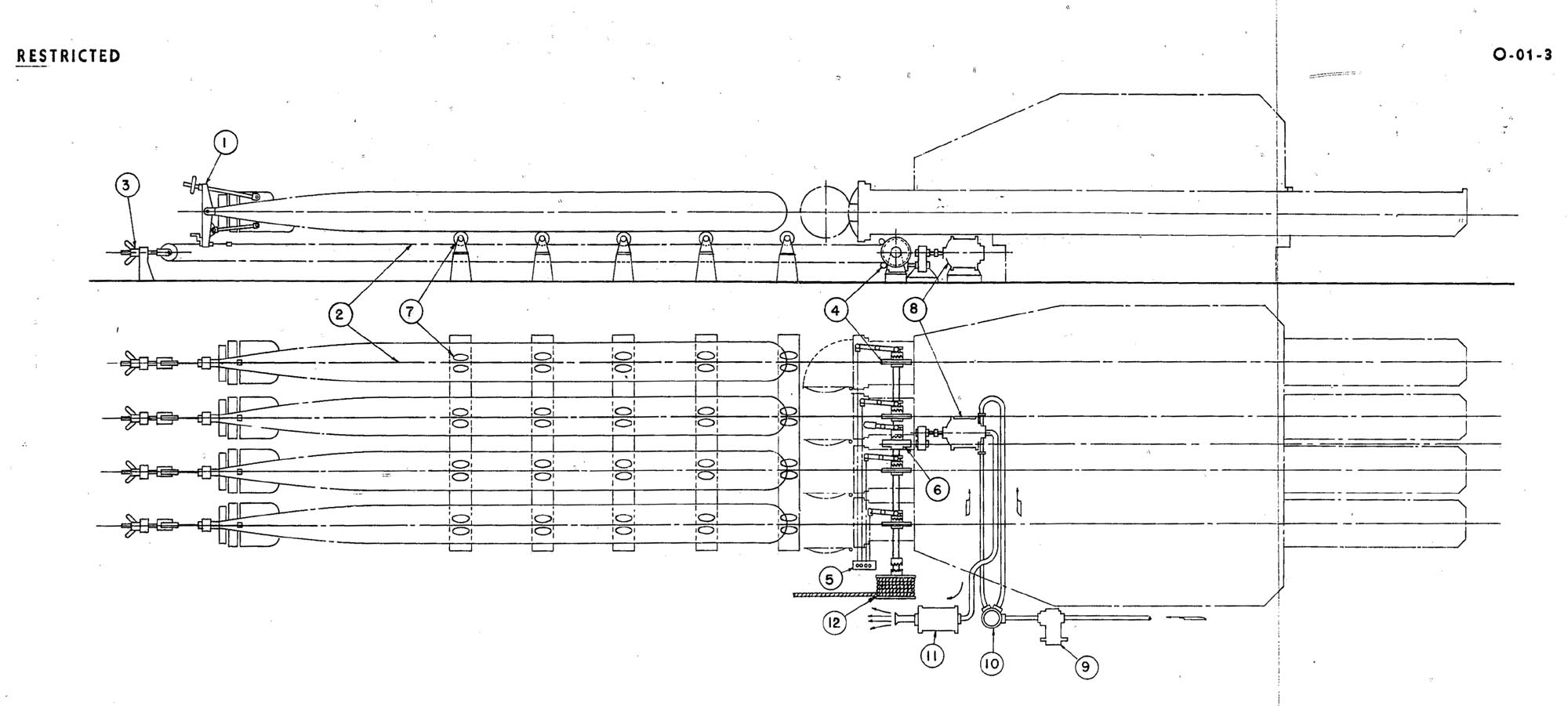
Схема японского быстроперезаряжаемого четырёхтрубного аппарата для 610-мм дальнобойных торпед

- Ночью, американский флот должен был подвергнуться масштабной торпедной атаке со стороны японских крейсеров и лёгких сил. Предполагалось, что японские многочисленные тяжёлые крейсера, поддерживаемые быстроходными линкорами типа «Конго» уничтожат американское внешнее охранение из крейсеров и эсминцев, и позволят японским эсминцам прорваться на дистанцию атаки к американским линейным кораблям.

Японское командование ещё со времён Цусимы уделяло очень большое внимание ночному бою и торпедным атакам на тяжёлые корабли. Японские экипажи проходили интенсивную подготовку, направленную на ведение ночного торпедно-артиллерийского боя, с широкомасштабным применением осветительных снарядов и сбрасываемых с самолётов световых вымпелов. Предполагалось, что не имеющий аналогичной подготовки американский флот будет стремиться избежать ночного боя; с этой целью, японские крейсера и эсминцы должны были реализовать своё превосходство в скорости, чтобы эффективно атаковать неприятеля.
В рамках ночной торпедной тактики, японским флотом были разработаны сверхдальнобойные торпеды Тип 93 (известные как «Long Lance») с двигателем на сжатом кислороде. Эти торпеды несли тяжёлые боевые части, и были способны поражать корабли противника на дистанции до 40 километров — более чем вдвое дальше, чем обычные торпеды того времени. Чтобы максимально реализовать эффект от своих торпед, все японские эсминцы и крейсера были оснащены торпедными аппаратами с системой быстрой перезарядки, позволявшими перезарядить трубы прямо во время боя.
В дополнение, два старых японских лёгких крейсера типа «Кума» были переоборудованы в не имеющие аналогов «торпедные крейсера» — их старое вооружение демонтировано, и заменено сверхмощной торпедной батареей из десяти четырёхтрубных 610-мм торпедных аппаратов, по пять на каждый борт. Однако, чрезмерное увлечение кислородными торпедами привело к непредвиденным последствиям; из-за использования сжатого кислорода, заряженные торпедные аппараты были чрезвычайно опасны для своего носителя, и любое попадание рядом с ними могло привести к гибели корабля.
- Наутро после ночной торпедной атаки, палубная авиация с 4-6 японских тяжёлых авианосцев должна была атаковать американский флот всеми силами, заходя с востока, чтобы обеспечить эффект внезапности. Японские истребители должны были связать боем американскую палубную авиацию, в то время как пикировщики и торпедоносцы нанесли бы скоординированный удар. Основной целью авианосной атаки должны были стать американские авианосцы — их уничтожение позволило бы гарантировать японскому флоту господство в воздухе, лишив американцев как возможности воздушных контрударов, так и разведки.

Японцы уделяли большое внимание палубной авиации, правильно предполагая, что она способна более эффективно взаимодействовать с флотом, чем береговая. Основное внимание уделялось ударным возможностям авиации и контролю воздушного пространства. Хотя японский флот опирался в разработке своей тактики на американские концепции начала 1930-х, он быстро сформулировал собственные положения — в частности, доктрину одновременного развёртывания сил с нескольких авианосцев для решительного удара. Также как и с наземной авиацией, японцы уделяли основное внимание дальности действия своих палубных самолётов, стремясь наносить удары из-за радиуса досягаемости американской палубной авиации. Платой за это стала низкая боевая живучесть японских машин, и их невысокие скоростные характеристики.

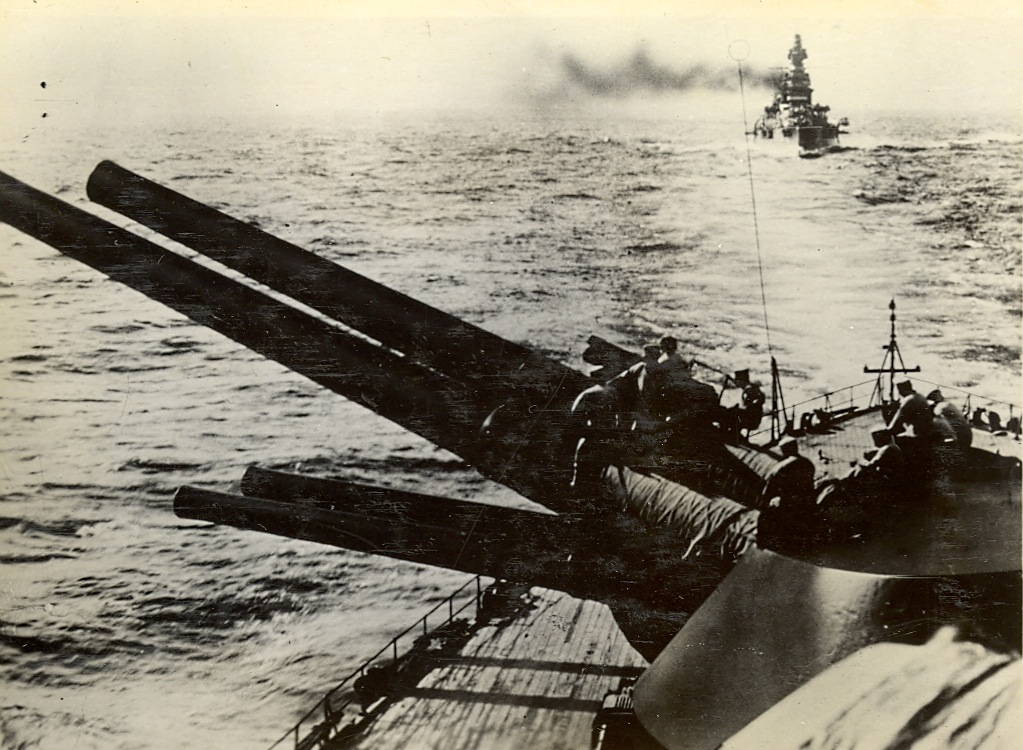
Линия японских быстроходных линкоров — основной силы флота в рамках «Kantai Kessen»

- После этого, ядро линейных сил японского флота — обладавшие высокой скоростью хода линкоры типа «Нагато», оставшиеся исправными после ночного боя быстроходные линкоры типа «Конго» и новейшие гигантские линейные корабли типа «Ямато» — должны были вступить в бой с американскими линейными силами. Используя преимущество в скорости хода, японские линкоры должны были удерживать дистанцию и вести бой на большом расстоянии, применяя катапультные гидросамолёты для корректировки огня. Предполагалось, что американские линкоры не смогут применять свою гидроавиацию из-за достигнутого японцами господства в воздухе, и их ответный огонь будет малоэффективен.
- Наконец, после того, как линейные корабли американского флота будут ослаблены и выведены из строя, а их экипажи (утомлённые непрерывными атаками) деморализованы, японские линкоры должны были сблизиться для решительного боя. Для этого, к быстроходным линкорам присоединялись медлительные линейные корабли типа «Фусо» и «Хиуга», и весь японский Объединённый Флот наносил решающий удар по американцам.
- Отступающие американские корабли должны были подвергаться атакам палубной и береговой авиации, а также преследованию лёгких сил, с целью окончательно завершить разгром и лишить противника резервов для восстановления.

Предполагалось, что опираясь на эту схему, японский флот сможет разгромить численно превосходящий американский, полностью уничтожив его линейные силы. Японское командование — опираясь на опыт русско-японской войны — считало, что быстрый и решительный разгром устрашит американское общество, лишив его воли продолжать войну. Они также полагали, что уничтожение десятков боевых кораблей и гибель тысяч подготовленных моряков невозможно будет компенсировать за короткое время, и даже если американцы решат продолжать войну, они не смогут эффективно противостоять японскому флоту.

## Критика доктрины
С 1930-х, доктрина «Kantai Kessen» начала подвергаться критике в японских военно-морских кругах. Оппоненты доктрины указывали на её недостатки, полагая её негибкой, несовременной и не соответствующей реалиям ситуации. Главным недостатком доктрины называли обязательное требование, что американский флот должен действовать и реагировать точно так, как полагали сторонники «Kantai Kessen». Доктрина не обладала гибкостью на тот случай, если американцы предпримут что-либо непредвиденное.
Одним из наиболее активных критиков доктрины «Kantai Kessen» был адмирал Исороку Ямамото. Критическим недостатком доктрины он считал её оборонительную направленность и предположение, что единичное сражение может решить исход войны со столь мощным противником как США. Имея ясное представление об американских индустриальных возможностях, Ямамото считал, что любая оборонительная стратегия Японии просто позволит американцам реализовать против неё весь свой промышленный потенциал; единственным способом добиться успеха он считал агрессивную наступательную стратегию, призванную перехватить инициативу у противника.
Заимствуя определённые элементы «Kantai Kessen» — вроде тактики авианосных атак и ночных торпедных операций — Ямамото возражал против того, чтобы полагать основной целью всей стратегии уничтожение американского линейного флота силами японских линкоров. Гигантские линейные корабли типа «Ямато» он считал бессмысленной тратой ресурсов, которые могли бы быть более эффективно потрачены на создание большего числа меньших кораблей. Основной силой в морских сражениях адмирал рассматривал палубную авиацию, а основой стратегии — быстрые, решительные наступления быстроходных авианосных соединений.
Реалии войны вскрыли и другие, непредвиденные недостатки доктрины. Сосредоточив все внимание и ресурсы на идее «одного решительного сражения», японский флот совершенно не озаботился подготовкой резервов на долгосрочную перспективу — так, например, не был создан резерв пилотов палубной авиации — и по большей части игнорировал мероприятия оборонительного характера, такие как противолодочная оборона. В ходе войны, это привело к невозможности быстро восполнить потери палубной авиации в 1942—1943, и стремительному уничтожению японского транспортного тоннажа американскими субмаринами.

### Планы противодействия США
Хотя американский флот не имел ясного представления о намерениях японского, тем не менее, американские адмиралы достаточно хорошо предугадывали направление мышления японских. Американский флот также проанализировал опыт русско-японской войны, и предполагал, что японцы — уступая численно — будут стремиться навязать сражение в максимально выгодных для себя условиях. Филиппины представлялись очевидной целью для японской атаки, ввиду их географического положения.
В рамках военного плана «Оранжевый», американский флот ещё в конце XIX века сформулировал свою стратегию действий на случай «изолированной» войны с Японией. Исходно, план предполагал стратегию действий, укладывавшуюся в японские представления: в случае войны, американский флот должен был, отмобилизовавшись, сконцентрироваться на Гавайских Островах, и оттуда всеми силами наступать на Филиппины. Американские гарнизоны на Филиппинах должны были удерживать Манилу — единственную подготовленную базу в регионе — до прихода флота. Обезопасив Филиппины, американский флот должен был наступать на север, в направлении островов Рюкю, с целью разбить японский флот в решительном сражении и установить господство на море. В дальнейшем, предполагалось занять десантами острова у побережья Японии и блокировать японские порты для принуждения неприятеля к капитуляции.
Эта стратегия, однако, подверглась пересмотру в 1920-х в связи с изменившимся стратегическим положением. Обретение Японией территорий Южного Тихоокеанского мандата означало, что Япония теперь имеет позицию прямо на пути между Гавайскими Островами и Филиппинами. Хотя формально условия получения Японией территорий требовали полной демилитаризации островов, американские военные были убеждены, что в случае войны, Япония использует подмандатные территории как оборонительные позиции. Развитие же подводных лодок и военной авиации делало прямой прорыв к Филиппинам чрезвычайно рискованным — и, кроме того, не позволяло создать защищённую линию коммуникаций.
В целом, основная стратегия американского флота в 1920—1930-х предполагала, что подкрепление Филиппин в начале войны будет слишком опасной операцией, и разумнее планировать стратегию, изначально исходя из возможности потери островов. Предполагалось, что в случае войны с Японией, основные силы американского флота сконцентрируются в портах Калифорнии — защищая от возможных атак Панамский Канал и прикрывая линию коммуникации между Калифорнией и Гавайскими Островами. После завершения мобилизации и подхода подкреплений из Атлантического Флота, американский флот должен был переместиться на Гавайские Острова. Оттуда, используя Пирл-Харбор как передовую базу, американцы планировали начать методичную кампанию по установлению контроля над островами Южного Тихоокеанского Мандата: предполагалось атаковать значительными силами крайние острова в оборонительном периметре, и, заняв их, использовать как плацдармы для наступления на соседние. При этом предполагалось обходить японские укреплённые пункты — не штурмовать их, но занимать соседние острова и изолировать японские цитадели действиями авиации и подводных лодок. Такая стратегия получила название «прыжков через острова», и была направлена на быстрое продвижение вглубь японского периметра. Значительное внимание при этом уделялось амфибийным операциям морской пехоты и действиям авиации. Ещё в 1920-х американцы разработали план быстрого расширения своего авианосного флота в случае войны путём переделки в авианосцы пассажирских лайнеров и торговых кораблей.
После того, как японский оборонительный периметр на островах был бы нейтрализован — что, как полагали американцы, может быть осуществлено достаточно быстро, при использовании стратегии «прыжков через острова» и обходе японских укреплённых позиций — американский флот должен был двинуться к Филиппинам и либо прогнать, либо уничтожить японские силы на своём пути. Большое внимание уделялось крупным океанским подводным лодкам, которые должны были нарушать японские коммуникации и уничтожать японские военные корабли, действуя глубоко внутри японского оборонительного периметра. Рассматривались также независимые ударные операции быстроходных соединений крейсеров и авианосцев, действующих независимо от медлительных линкоров.

## Практическая реализация

### Начало войны
Реализация «Kantai Kessen» была практически сорвана в самом начале войны ввиду оппозиции таковому со стороны адмирала Ямамото и его штаба. Авианосная атака на Пёрл-Харбор в первый же день войны вывела из строя линейные силы американского Тихоокеанского Флота, тем самым сделав принципиально невозможным выступление такового к Филиппинам. В дальнейшем, Ямамото продолжал ориентироваться на наступательный, агрессивный характер войны, стремясь удерживать инициативу и уничтожать противостоящие ему силы по частям, рассматривая в качестве основного оружия быстроходные авианосные соединения.
В принципе не возражая против самой идеи генерального сражения с оставшимся американским флотом, Ямамото считал, что таковое должно быть проведено в виде наступательной операции, имеющей целью навязать бой американцам. Он попытался реализовать свои планы в ходе битвы за атолл Мидуэй — которая завершилась для японцев тяжёлым поражением, потерей четырёх тяжёлых авианосцев и сотен палубных пилотов. Потери при Мидуэе и последующая неудачная для японцев кампания на Гуадалканале окончательно истощили возможности японского наступления.

### В ожидании сражения
После срыва наступательной кампании, японская доктрина (несмотря на противодействие Ямамото) вновь сместилась к воззрениям «Kantai Kessen», с тем исключением, что основная ставка отныне делалась на авианосцы. Японское командование рассчитывало замкнуться в обороне и выиграть время для того, чтобы восстановить боевую мощь японского авианосного флота — после чего дождаться наступления американцев на внешний оборонительный периметр Японской Империи и разгромить американский флот в решающем сражении на подготовленной позиции.
Однако, реализация доктрины была вновь сорвана, на этот раз действиями американцев. Наступление генерала Макартура на Соломоновых Островах застало японцев врасплох. Японское командование придерживалось мнения, что американцы будут использовать старомодную стратегию «прыжков с острова на остров», последовательно захватывая острова архипелага. Японцы надеялись существенно задержать американское наступление, опираясь на сильно укреплённую базу в Рабауле. Однако, американцы вместо этого предприняли стратегию «прыжков через острова», обходя сильно защищённые японские острова и изолируя их гарнизоны действиями авиации и подводных лодок. В результате, японский оборонительный периметр у архипелага Бисмарка оказался под угрозой распада куда быстрее, чем планировали его создатели — что ставило под угрозу японские оборонительные рубежи на Новой Гвинее и Маршалловых островах.
Пытаясь остановить наступление Макартура Ямамото задействовал воздушные силы флота — в том числе палубную авиацию с уцелевших авианосцев — в ряде крупномасштабных воздушных ударов. Эти действия, получившие название Операция I-Go возымели совершенно неудовлетворительный результат; японская морская авиация понесла тяжёлые потери, нанеся американцам лишь мизерный урон. В конце этой операции, адмирал Ямамото погиб в воздушной засаде, устроенной на его самолёт американцами.
С гибелью Ямамото, оппозиция доктрине «Kantai Kessen» лишилась своей основной фигуры. Верные базовой идее «беречь силы для решающего сражения», сторонники доктрины свели к минимуму боевые операции флота.
Другой актуальной ошибкой японцев являлась критическая недооценка возможностей американской промышленности. Японцы полагали, что американцы не смогут, после всех своих потерь, восстановить боеспособность флота минимум до лета 1944 года. Однако, американская военно-морская программа далеко превосходила все ожидания японцев. Уже к концу 1943, американский флот ввёл в строй семь тяжёлых и восемь лёгких авианосцев новой постройки (не считая уже имеющихся и эскортных), а также восемь новых быстроходных линкоров.

### Проверка доктрины

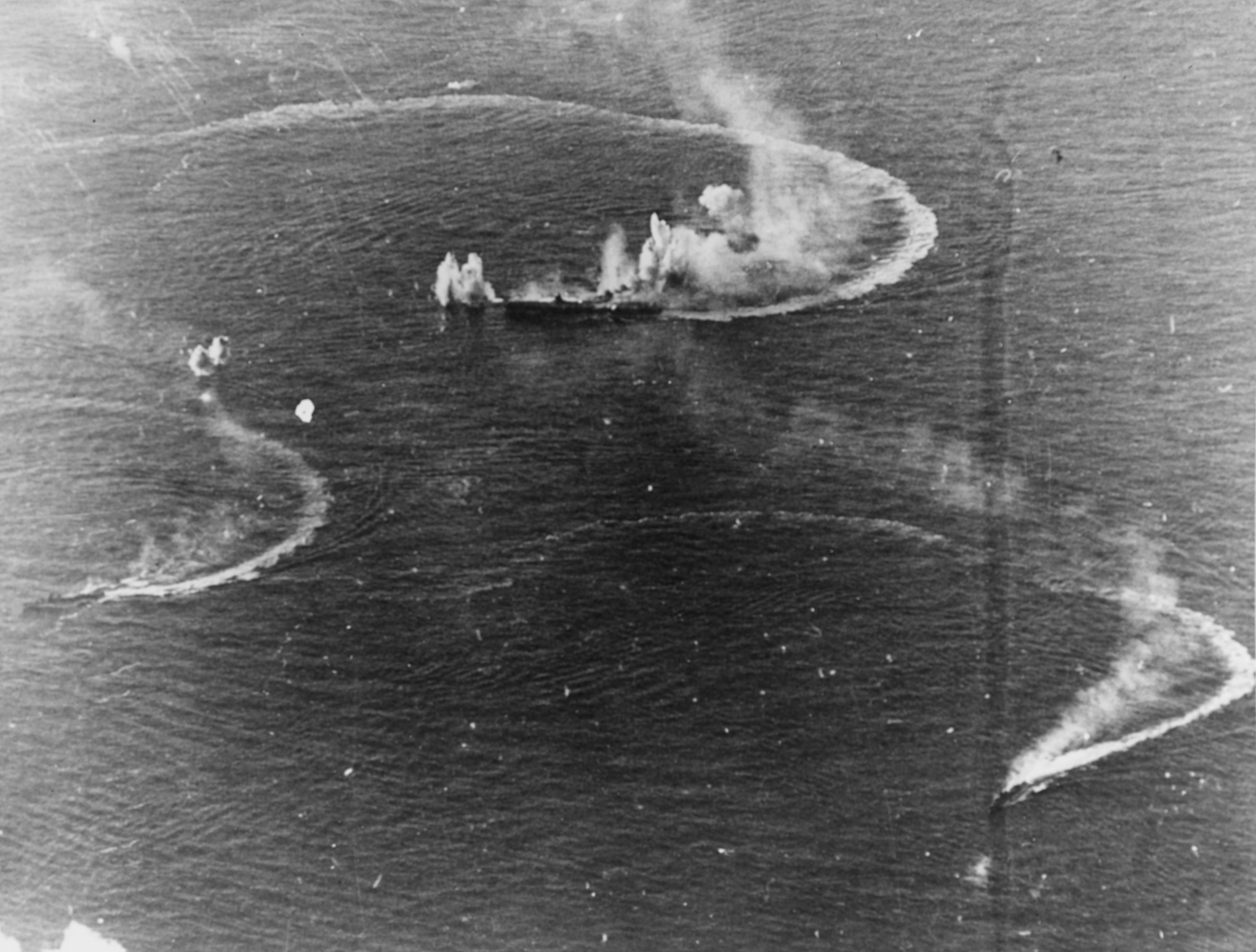
Японские авианосцы под атакой американских самолётов в сражении в Филиппинском Море — запоздалой попытке реализовать требования «Kantai Kessen»

Вторжение американцев на Маршалловы острова в конце 1943 оказалось неожиданностью для японского флота. Он оказался не готов дать решающее сражение на этом рубеже. Его авианосные силы были вновь ослаблены — на этот раз большими потерями в ходе операции «I-Go» и последующими боями на Соломоновых Островах — и непосредственно перед началом кампании, американские авианосцы совершили рейд на Рабаул, выведя из строя почти половину японского флота тяжёлых крейсеров.
Японский флот вновь пересмотрел свои планы, намереваясь теперь реализовать «Kantai Kessen» на внутреннем оборонительном рубеже — Марианских Островах. Предполагалось, что к лету 1944, японский флот сумеет выставить сопоставимое число быстроходных авианосцев с американским, и нанести тому поражение, ведя бой на укреплённой позиции — в полном соответствии с положениями «Kantai Kessen».
Возможность реализовать доктрину «Kantai Kessen», наконец, представилась японцам в июне 1944 года, во время Битвы в Филиппинском Море. Атака американцев на внутренний оборонительный периметр, наконец, дала японцам возможность встретить американский флот на подготовленной оборонительной позиции, используя все имевшиеся у японцев преимущества, чтобы сравнять соотношение сил.
В ходе этой операции:
- Японские подводные лодки и гидропланы не сумели своевременно вскрыть развёртывание основных сил американского флота.
- Действия японских подводных лодок против американских кораблей были совершенно неэффективны — в ходе этой операции им не удалось потопить ни одного американского корабля. Созданные для дальних океанских патрулей, японские субмарины были шумными, имели малую глубину погружения, низкую скорость, а их тактика была устаревшей.
- Береговая японская авиация на Марианских Островах была полностью уничтожена рейдовыми ударами быстроходных американских авианосцев ещё до того, как японский флот сумел выдвинуться на позицию. В результате, японские надежды использовать береговую авиацию для истощения американского флота полностью провалились.
- Ночная торпедная атака на американский флот не состоялась, ввиду наличия у американцев развитого радарного оборудования, нивелировавшего ночную тактику японского флота.
- Авианосные удары против американских сил 19 июня были полностью неэффективны. Хотя японцам удалось реализовать удар из-за (теоретического) предела досягаемости американской палубной авиации, качество подготовки их палубных лётчиков было совершенно неудовлетворительно. Американские радары своевременно обнаружили приближение японской авиации, и более опытные американские пилоты нанесли японцам чудовищный урон. Более 200 японских самолётов было уничтожено или выведено из строя. В довершение всего, японцы совершили тактическую ошибку, сконцентрировав (вопреки старым положениям «Kantai Kessen») основной удар на движущихся в авангарде хорошо защищённых американских линкорах. Значительно усилилась и противовоздушная оборона американских кораблей; применение зенитных орудий с радарным наведением и радиовзрывателей для зенитных снарядов сделало противовоздушную оборону американцев практически непроницаемой для устаревающих японских самолётов.
- Два японских авианосца — новейший Тайхо и Сёкаку — были потоплены американскими субмаринами. Слабость японской противолодочной обороны, её неготовность противостоять действиям крупных американских субмарин была прямым следствием «Kantai Kessen», в общем и целом игнорировавшей вопросы противолодочной обороны (ибо считалось, что решающее сражение будет проводиться в глубине японской обороны, где американские субмарины довоенных типов не смогли бы действовать из-за ограниченного запаса хода).
- Японскому флоту не удалось удержать дистанцию; вечером 20 июня, американцы нанесли ответный удар, уничтожив авианосец Хиё и выведя из строя ряд других кораблей. При этом были практически уничтожены остатки японской истребительной палубной авиации.
- Сражение линейных кораблей не состоялось, так как японцы, проиграв кампанию в воздухе, предпочли отступить. Их линкоры численно (и, за исключением «Ямато» и «Мусаси» — качественно) уступали новым американским, а достигнутое американцами господство в воздухе означало, что японские линкоры будут непременно сильно ослаблены — возможно, даже уничтожены — воздушными атаками, ещё до того как вступят в бой с американцами.

Сражение в Филиппинском Море означало полный крах концепции «Kantai Kessen». Её реализация провалилась полностью. Дальнейшая японская стратегия была в основном реагированием на действия американцев, без значимых надежд нанести им решающее поражение.
Однако следует учесть, что концепция «Kantai Kessen» разрабатывалась для совершенно других условий и совершенно другого противника. Есть все основания полагать, что её реализация была бы намного более успешной, если бы она пришлась, как это изначально планировалось, на начало войны, когда силы японского флота ещё не были подорваны, а у американцев не было опытных лётчиков и надёжной ПВО. Поскольку в чисто военном плане, из-за неуязвимости американской промышленности для ударов японских вооружённых сил, победа Японии была невозможна вне зависимости от того, будет ли выбран оборонительный или наступательный план действий, надежда для японцев могла быть только на политический аспект — иными словами, на то, что руководство Америки не станет ввязываться в войну до конца. В свою очередь, этому намного более способствовали именно эффективные оборонительные действия, истощающие силы противника без серьёзных успехов для него, но не наносящие американцам шокирующие удары на их территории, взывающие к отмщению и демонстрирующие угрозу метрополии. Позднее успешный пример подобной стратегии продемонстрировала Вьетнамская война; таким образом, вопрос о степени удачности доктрины «Kantai Kessen» остаётся открытым.